# Bulus Mundżid al-Haszim
Bulus Mundżid al-Haszim, Paul-Mounged El-Hachem (arab. بولس منجد الهاشم, Būlus Munjid al-Hāshim ; ur. 8 września 1934 w Akurze, zm. 7 października 2022 w Byblos) – libański duchowny katolicki obrządku maronickiego, arcybiskup, emerytowany nuncjusz apostolski.

## Życiorys
28 marca 1959 otrzymał święcenia kapłańskie.
10 czerwca 1995 został ordynariuszem maronickiej eparchii Baalbek-Dajr al-Ahmar. Sakry biskupiej udzielił mu 13 września 1995 patriarcha Antiochii - kardynał Nasr Allah Butrus Sufajr.
27 sierpnia 2005 został mianowany przez Benedykta XVI nuncjuszem apostolskim w Kuwejcie oraz arcybiskupem tytularnym Darnis. Był jednocześnie akredytowany również w innych krajach Półwyspu Arabskiego: Bahrajnie, Jemenie, Katarze oraz od 2007 w Zjednoczonych Emiratach Arabskich. Pełnił tam misję do przejścia na emeryturę 2 grudnia 2009.